# Garrett Serviss
Garrett Putnam Serviss, Jr. (Ithaca, Nova York, gener de 1881 - Seattle, Washington, 31 de desembre de 1907) va ser un atleta estatunidenc, especialista en salts que va competir a principis del segle xx.
El 1904 va prendre part en els Jocs Olímpics de Saint Louis, on guanyà la medalla de plata en la prova del salt d'alçada del programa d'atletisme. També disputà la prova del triple salt aturat, on fou quart, a set centímetres de la medalla.